# 何渭生
何渭生（1886年—1975年），廣東三水西南鎮人。清末海军人物，民国时期官员。

## 生平
清光緒十二年（1886年）生於江蘇鎮江。1897年入讀南京匯文書院，1902年入上海電報學堂。畢業後派赴清朝海軍海籌號巡洋艦任正電官。1906年由林森介紹加入中國同盟會。辛亥革命時，清朝海军主力艦隻在九江起義，何渭生係該海軍起义的发动和领导者之一。
1911年武昌起义时隨長江艦隊進駐武漢江面。因海軍中下層官兵倾向革命軍，時任清朝海军统制的萨镇冰称病离任赴上海。海籌舰管带黃鍾瑛出任长江艦隊臨時司令。在眾人公推下，何渭生隻身帶手槍去見上司黃鍾瑛，曉以大義，黃即同意舉義。隨後何渭生召集海籌舰官兵全體簽字誓盟，同艦隊的海琛和海容號巡洋艦官兵亦紛紛簽字誓盟，遂奠定全軍舉義之基礎。在林森等革命者的鼓動下，黄鍾瑛在九江宣佈艦隊起義，歸附革命軍。
1911年九江光復後，何渭生與林森、李烈鈞、黃鍾瑛、張懌伯等組成九江陸海軍聯合委員會。後任九江電報局長，并赴南京參加1912年1月1日孫中山先生就任中華民國臨時大總統的就職典禮。1914年任赣皖電政管理局監督，為政清正廉明。1925年赴哈爾濱電報局；1928年調上海電報局。1937年秋，抗戰軍興，隨機構撤往福建。抗戰勝利後，回到上海退休。中華人民共和國成立後，因俄語業務需求，被上海國際電臺（Shanghai International Radio Office）禮聘復出；至1953年再度退休。1975年病逝於上海，享年90歲。